# 월터 길버트
월터 길버트(영어: Walter Gilbert, 1932년 3월 21일 ~ )는 미국의 생화학자·물리학자이다. 1980년 핵산염기의 배열을 결정하는 방법을 개발한 공로로 폴 버그, 프레더릭 생어와 함께 노벨 화학상을 수상했다.

## 수상 경력
- 1968년 : NAS Award in Molecular Biology
- 1979년 : 루이자 그로스 호르위츠상
- 1979년 : 앨버트 래스커 기초 의학 연구상
- 1979년 : 가드너 국제상
- 1980년 : 노벨 화학상